# Коцишев (Мазовецьке воєводство)
Коцишев (пол. Kociszew) — село в Польщі, у гміні Груєць Груєцького повіту Мазовецького воєводства.
Населення — 188 осіб (2011).
У 1975-1998 роках село належало до Радомського воєводства.

## Демографія
Демографічна структура станом на 31 березня 2011 року:
|          | Загалом | Допрацездатний вік | Працездатний вік | Постпрацездатний вік |
| -------- | ------- | ------------------ | ---------------- | -------------------- |
| Чоловіки | 88      | 22                 | 55               | 11                   |
| Жінки    | 100     | 24                 | 56               | 20                   |
| Разом    | 188     | 46                 | 111              | 31                   |